# Eunidia aspersa
Eunidia aspersa es una especie de escarabajo longicornio del género Eunidia, categorizada en la tribu Eunidiini, de la subfamilia Lamiinae. Fue descrita por Gahan en 1904.

## Descripción
Mide 8,5-12 mm de longitud.

## Distribución
Se distribuye por Botsuana, República Democrática del Congo, República Sudafricana, Tanzania y Zimbabue.